# أندريس فرنانديز
أندريس فرنانديز (بالإسبانية: Andrés Pablo Fernández)‏ (21 أغسطس 1986 مونتفيدو الأوروغواي - ) هو لاعب كرة قدم أوروغواني يلعب كمدافع.

## روابط خارجية
- أندريس فرنانديز على موقع قاعدة بيانات كرة القدم.إي يو (الإنجليزية)
- أندريس فرنانديز على موقع Soccerway.com (الإنجليزية)